# Jugendrotkreuzorchester Meiningen
Das Jugendrotkreuzorchester Meiningen war deutschlandweit einer von zwei Jugend-Musikzügen des Deutschen Roten Kreuzes (DRK). Es hatte seinen Sitz in der südthüringischen Kreisstadt Meiningen und wurde unter dem Dach des Jugendverbands des Deutschen Roten Kreuzes direkt vom DRK-Kreisverband Meiningen e.V. unterhalten.
Das Orchester wurde 2021 vom DRK aufgelöst und deren Mitglieder in Kooperation in das neu gegründete „Stadtblasorchester“ des Max-Reger-Konservatoriums Meiningen integriert.
In Deutschland existiert jetzt noch als einziges das 1973 gegründete Jugendrotkreuzorchester in Eckernförde, Schleswig-Holstein.

## Geschichte
Im Jahr 1970 wurde das Jugendrotkreuzorchester Meiningen gegründet. Es zählte 85 Mitglieder, von denen 35 im Alter von 6 bis 37 Jahren in verschiedenen Besetzungen aktiv waren (Stand: 2018). Es bestand aus einem A-Orchester, einem B-Orchester und einem C-Orchester. Neben dem großen Orchester gab es eine kleine Blasmusikbesetzung und ein Bläserquintett. Das Orchester spielte bei Veranstaltungen des Deutschen Roten Kreuzes insbesondere in der Südhälfte Deutschlands und trat des Weiteren zu anderen vielfältigen Anlässen auf. Das Jugendorchester unternahm auch Reisen nach Ungarn, Spanien, Frankreich, Niederlande, Italien, Tschechien und Polen. In einigen Ländern werden Freundschaften mit dortigen Orchestern weiterhin gepflegt.

## Ausbildung
Das Jugendrotkreuzorchester Meiningen bot eine umfangreiche musikalische Ausbildung. Dabei wurde es von Musikern des Meininger Staatstheaters unterstützt. Folgende Instrumente konnten hier erlernt werden: Klarinette, Querflöte, Saxophon, Schlagzeug, Trompete, Flügelhorn, Posaune, Tenorhorn und Tuba.